# گلخانه (جماعت)
گلخانه جماعت و شهرکی در غرب تاجیکستان است که در ناحیهٔ جبار رسولف ولایت سغد قرار دارد. جمعیت این جماعت ۱۸٬۵۱۰ نفر است.